# Khalid Yafai
Khalid Yafai (ur. 11 czerwca 1989 w Birmingham) – brytyjski bokser, były mistrz świata WBA w kategorii supermuszej, olimpijczyk z Pekinu (2008).